# Composizioni di Ennio Morricone

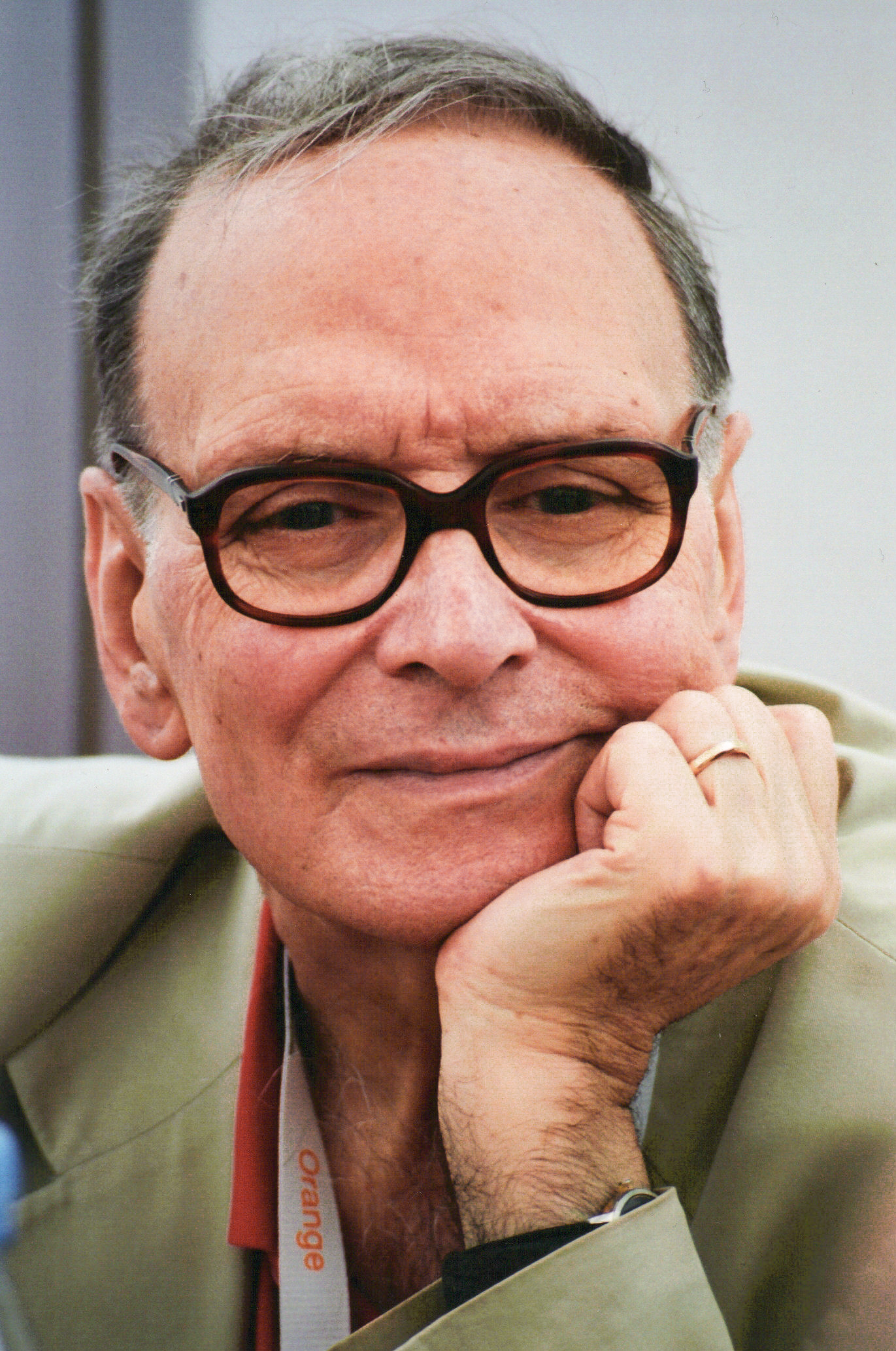
Morricone nel 2007.

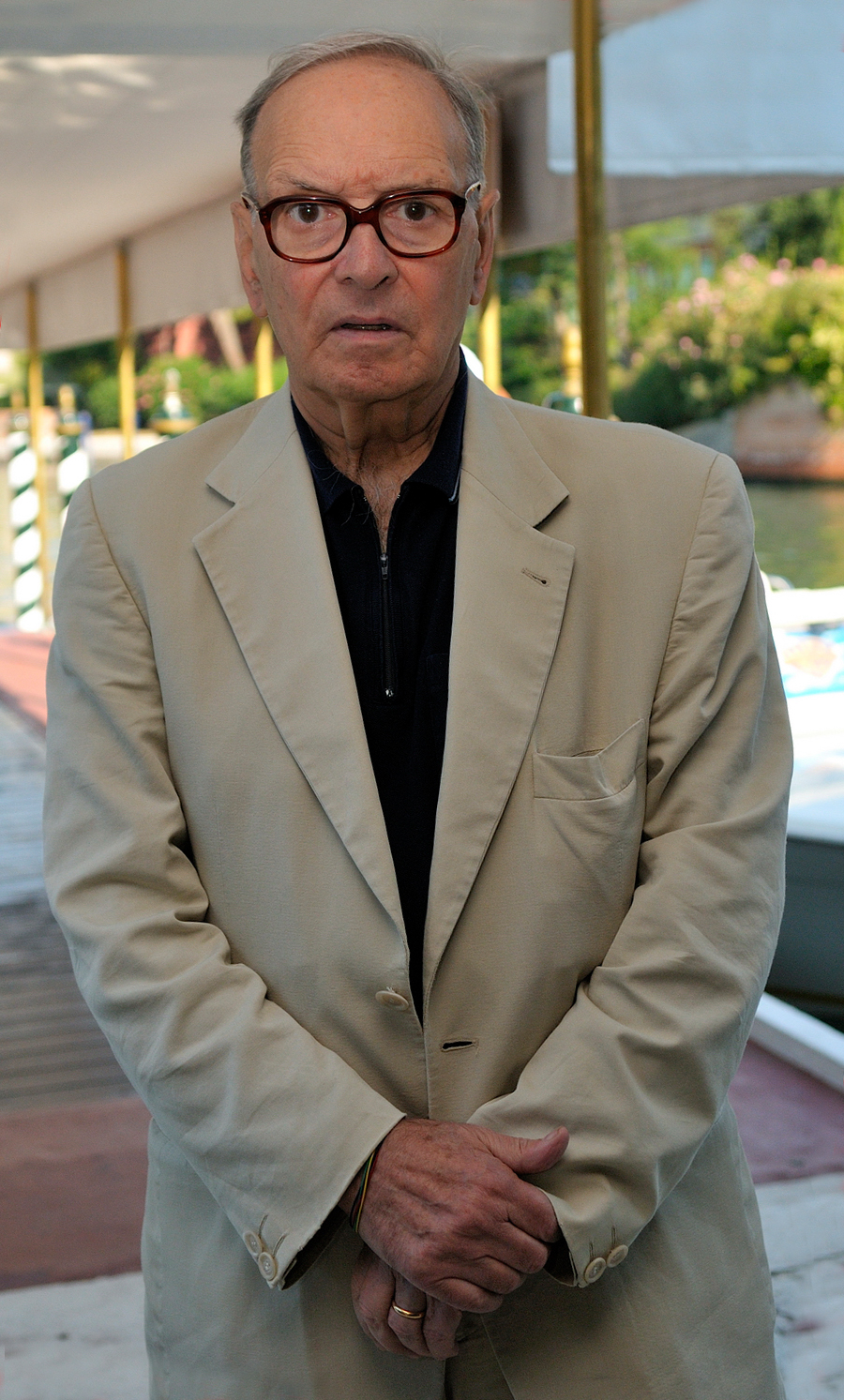
Morricone nel 2009 al 66º Festival di Venezia.

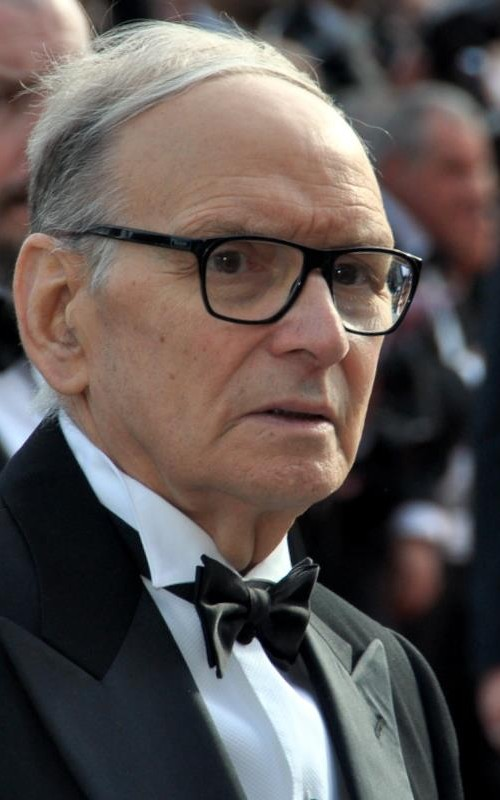
Ennio Morricone nel 2012 al 65º Festival di Cannes.

Lista delle composizioni di Ennio Morricone (1928-2020), ordinate per genere.

## Orchestra
- 1957 - Concerto
- 1989 - Epso
- 1991 - Una via Crucis (Introduzione a forma di croce)
- 1992 - Una via Crucis (Secondo intermezzo)

## Solisti e orchestra
- 1984/1985 - Secondo concerto (per flauto, violoncello e orchestra)
- 1990/1991 - Terzo concerto (per chitarra, marimba e orchestra d'archi)
- 1991 - Ut (per tromba, archi e percussioni, dedicato al trombettista e amico Mauro Maur)
- 1993 - Quarto concerto (per organo, due trombe, due tromboni e orchestra)
- 1993 - Brevissimo I, II, III (per contrabbasso e archi)
- 1969/1996 - Refrains (Tre omaggi per sei, per pianoforte e strumenti)
- 1997 - Ombra di lontana presenza (per viola, orchestra d'archi e nastro magnetico)
- 1998 - Notturno e passacaglia per Cervara (per flauto, oboe, clarinetto, pianoforte e archi)
- 2001 - Immobile, n. 2 (per armonica a bocca e 12 archi)

## Opere Liriche
- 1996 - Partenope

## Musica vocale con orchestra
- 1980 - Gestazione  (per voce femminile e strumenti, suoni elettronici preregistrati e orchestra d'archi ad libitum)
- 1985 - Frammenti di eros (Cantata per soprano, pianoforte e orchestra su testi di S. Miceli per il Teatro La Fenice di Venezia nel Chiostro di San Niccolò al Lido cantata da Alide Maria Salvetta)
- 1988 - Cantata per l'Europa (per soprano, due voci recitanti, coro misto, orchestra)
- 1991 - Una Via Crucis. I Stazione (“...Fate questo in memoria di me” per doppio coro e strumenti su testi di S. Miceli)
- 1991 - Una Via Crucis. IX Stazione (“Là crocifissero Lui e i due malfattori” per recitante, tenore, baritono e orchestra su testi di S. Miceli)
- 1991 - Una Via Crucis. XIII Stazione (“Lo avvolse in un candido lenzuolo” per soprano, coro e strumenti su testi di S. Miceli)
- 1992 - Una Via Crucis. V Stazione (“Crucifige! Crucifige!” per contralto e orchestra su testi di S. Miceli)
- 1993 - Vidi aquam (per soprano e piccola orchestra)
- 1995 - Due pezzi sacri (per coro a quattro voci miste e orchestra - Salmo XVIII - Alleluja, Alleluja)
- 1996 - Passaggio secondo (per voce recitante e orchestra su testi tratti da “Diario Indiano” di Allen Ginsberg)
- 1998 - Grido (per soprano, orchestra d'archi e nastro magnetico ad libitum)
- 1998 - Musica per una fine (per coro a quattro voci miste, orchestra e nastro con la registrazione di un testo di P. P. Pasolini letto dal poeta)
- 1998 - Non devi dimenticare (per soprano, voce recitante e orchestra)
- 1999 - Ode (per soprano, voce maschile recitante e orchestra su testo di Giuseppe Bonaviri)
- 2001 - Se questo è un uomo (per soprano, voce recitante, violino solo e archi su testo di Primo Levi)
- 2002 - Voci dal silenzio (per voce recitante, coro, coro registrato e orchestra)
- 2004 - Neodiscanto (per voce recitante, pianoforte, percussioni su testo di S. Miceli)
- 2008 - Vuoto d'anima piena (Cantata per flauto, orchestra e coro per il millennio della Basilica Cattedrale di Sarsina, su testo di Francesco De Melis)
- 2015 - Missa Papae Francisci (Messa per doppio coro, orchestra e organo per il bicentenario della ricostituzione della Compagnia di Gesù)

## Coro con o senza strumenti
- 1975-1988 - Tre scioperi (per una classe di 36 bambini -voci bianche- e un maestro -grancassa- su testi di P.P. Pasolini)
- 1988 - Echi (per coro femminile o maschile e violoncello ad libitum)
- 1994 - Il silenzio, il gioco, la memoria (per coro di voci bianche su testi di S. Miceli)
- 1995 - Due pezzi sacri (per coro a quattro voci miste e orchestra)
- 1995 - Ave regina coelorum (per coro a quattro voci miste e strumenti)
- 1998 - Amen (per sei cori di voci miste)
- 1999 - Pietre (per doppio coro, percussioni, violoncello solista)

## Voce sola o voci sole con o senza strumenti
- 1993 - Wow! (per voce femminile)
- 1995 - Coprilo di fiori e di bandiere (per soprano, clarinetto, violino e violoncello su testo di A. Gatto)
- 1996 - Flash (per soprano, contralto, tenore e basso su testi di Edoardo Sanguineti)
- 1999 - Grilli (per quattro quartetti su testo di Stefano Benni)
- 1999 - Il pane spezzato (per dodici voci miste, strumenti e archi ad libitum sul testo liturgico della Messa)
- 1999 - Per i bambini morti di mafia (per soprano, baritono, due voci recitanti e sei strumenti su testo di Luciano Violante)
- 2000 - Abenddämmerung (per soprano (o mezzosoprano), violino, violoncello e pianoforte su testi di H. Heine)
- 2000 - Flash (Seconda versione) (per otto voci e quartetto d'archi su testi di Stefano Benni, Sergio Miceli, Edoardo Sanguineti ed anonimo del ‘600)
- 2007 - Sicilo e altri frammenti (per voce sola, coro e orchestra)

## Musica da camera
- 1957 - Quattro pezzi (per chitarra)
- 1958 - Serenata passacaglia (per archi)
- 1986 - Rag in frantumi (per pianoforte)
- 1988 - Cadenza (per flauto e nastro dal “Secondo concerto per flauto, violoncello e orchestra”)
- 1988 - Neumi (per clavicembalo)
- 1988 - Mordenti (per clavicembalo)
- 1984-1989 - Quattro studi (per pianoforte)
- 1989 - Specchi (per 5 strumenti)
- 1989 - Studio (per contrabbasso)
- 1989-1990 - Riflessi (per violoncello solo)
- 1990 - Frammenti di giochi (per violoncello e arpa)
- 1993 - Elegia per Egisto (per violino solo)
- 1993 - Canone breve (per tre chitarre)
- 1993 - Canone breve (per chitarra, trascrizione dall'originale per 3 chitarre di G. Seneca)
- 1996 - A L.P. 1928 (A Luigi Pestalozza) (per quartetto d'archi)
- 1996 - Scherzo (per violino e pianoforte)
- 1996 - Ipotesi (per clarinetto e pianoforte)
- 1997 - Il sogno di un uomo ridicolo (per violino e viola)
- 1999 - Grilli (per quattro quartetti su testo di Stefano Benni)
- 2000 - Quinto studio (per il pianoforte)
- 2001 - Metamorfosi di Violetta (per clarinetto in si bemolle e quartetto d'archi)
- 2001 - Vivo (per violino, viola, violoncello)
- 2001 - Notturno e passacaglia per Cervara (Versione per clarinetto, violino e pianoforte)
- 2011 - Notturno e passacaglia (Versione per sassofono soprano e pianoforte)
- 2002 - 2 x 2 (due pezzi per clavicembalo)
- 2002 - Finale (Invenzione improvvisata)(per due organi)
- 2004 - Come l'onda (per 2 violoncelli)
- 2005 - Come un'onda (per sassofono solo)

## Fiati
- 1981 - Totem secondo (per 5 fagotti e 2 controfagotti)
- 1995 - Blitz I, II, III (per quattro saxofoni)
- 1995 - Blitz I, II, III (per corno, due trombe, trombone e tuba)
- 1998 - S.O.S. (suonare o suonare) (per corno, tromba e trombone)

## Ensemble
- 1988 - Fluidi (per 10 strumenti)
- 1992-1993 - Esercizi (per 10 archi)
- 1997 - Quattro anacoluti per A.V. (Antonio Vivaldi) (per archi)

## Musica leggera

### Composizioni
- 1961 - Faccio finta di dormire per Edoardo Vianello (testo di Carlo Rossi)
- 1961 - Cicciona cha cha, firmata con lo pseudonimo Dansavio, per Edoardo Vianello (testo di Carlo Rossi)
- 1962 - Quello che conta per Luigi Tenco (testo di Luciano Salce)
- 1962 - Arianna per Johnny Dorelli (testo di Luciano Salce)
- 1962 - Go-Kart twist per Gianni Morandi (testo di Pilantra)
- 1963 - Pel di carota per Rita Pavone (testo di Franco Migliacci)
- 1963 - Nel corso per Gino Paoli (testo di Lina Wertmüller)
- 1963 - Ti ho conosciuto, firmata con lo pseudonimo Dansavio, per Rosy (testo di Carlo Rossi)
- 1964 - Lonesome Billy per Peter Tevis (testo di Peter Tevis)
- 1964 - Domani prendo il primo treno per Paul Anka (testo di Carlo Rossi)
- 1965 - L'amore gira per Rosy (testo di Franco Migliacci)
- 1965 - Penso a te per Catherine Spaak (testo di Franco Migliacci)
- 1965 - Le cose più importanti per Pierfilippi (testo di Sergio Bardotti)
- 1965 - Ho messo gli occhi su di te per Dino e Anna Moffo (testo di Sergio Bardotti)
- 1965 - Questi vent'anni miei per Catherine Spaak (testo di Forti e Castoldo)
- 1966 - Se telefonando per Mina (testo di Maurizio Costanzo e Ghigo De Chiara)
- 1966 - Uccellacci e uccellini per Domenico Modugno (testo di Pier Paolo Pasolini)
- 1967 - Vai via malinconia per Maysa Matarazzo (testo di Sergio Bardotti)
- 1968 - Scirocco per Renato Rascel (testo di Ghigo De Chiara)
- 1968 - Canzone della libertà per Sergio Endrigo (testo di Luciano Lucignani)
- 1968 - Filastrocca vietnamita per Sergio Endrigo (testo di Leoncarlo Settimelli e Sergio Endrigo)
- 1969 - Una breve stagione per Sergio Endrigo (testo di Sergio Bardotti e Sergio Endrigo)
- 1971 - The ballad of Sacco & Vanzetti per Joan Baez (testo di Joan Baez)
- 1971 - Here's to you per Joan Baez (testo di Joan Baez)
- 1971 - Ho visto un film per Gianni Morandi (testo italiano di Franco Migliacci; cover di Here's to you)
- 1971 - Io e te per Massimo Ranieri (testo di Daniele Pace, tema d'amore del film Metello)
- 1971 - Argomenti per Astrud Gilberto (testo di Franca Evangellisti dal film Gli Scassinatori)
- 1971 - Una Donna Che Ti Ama per Astrud Gilberto (testo di Audrey Nohra Stanton dal film Gli Scassinatori)
- 1976 - Spazio (un treno in più) per Patty Pravo, (testo di Maurizio Monti)
- 1987 - It Couldn’t Happen Here per Pet Shop Boys
- 1989 - Libera l'amore per Zucchero Fornaciari (testo di Zucchero Fornaciari)
- 1997 - Di più per Tosca (testo di Lucio Dalla, nell'album Incontri e passaggi)
- 2000 - Salmo per Angelo Branduardi (testo di Luisa Zappa, album L'infinitamente piccolo)

### Arrangiamenti
- 1958 - 2ª Sagra della Canzone Nova di Assisi RCA Italiana Artisti Vari
- 1959 - Buon Natale a tutto il mondo (45 giri) Domenico Modugno Fonit SP 30712
- 1959 - Ma guardatela (45 giri) Edoardo Vianello
- 1960 - Il barattolo/Quanta paura (45 giri) Gianni Meccia
- 1960 - Siamo due esquimesi (45 giri) Edoardo Vianello
- 1961 - Il Capello (45 giri) Edoardo Vianello (in realtà fu arrangiata da Luis Bacalov)
- 1962 - Miranda Martino (33 giri) Miranda Martino
- 1962 - Pinne fucile ed occhiali/Guarda come dondolo (45 giri) Edoardo Vianello
- 1963 - Diario di una sedicenne (33 giri) Donatella Moretti
- 1963 - Quando vedrete il mio caro amore/Matrimonio d'interesse (45 giri) Donatella Moretti
- 1963 - Rita Pavone (33 giri) Rita Pavone
- 1963 - Abbronzatissima (45 giri) Edoardo Vianello
- 1963 - O mio Signore (45 giri) Edoardo Vianello
- 1963 - Sapore di sale (45 giri) Gino Paoli
- 1964 - Tremarella (45 giri) Edoardo Vianello
- 1964 - Ogni felicità/Ti chiedo scusa (45 giri) Donatella Moretti
- 1965 - Il Peperone (45 giri) Edoardo Vianello
- 1965 - Il Mondo/Allora sì (45 giri) Jimmy Fontana
- 1965 - Il duca della luna/Quando a settembre (45 giri) Mariolino Barberis
- 1965 - Le cose più importanti/Sarà come una volta (45 giri) Pierfilippi
- 1965 - Questi vent'anni miei e Penso a te (33 giri) Catherine Spaak
- 1966 - Stasera Rita (33 giri) Rita Pavone
- 1966 - C'era un ragazzo che come me amava i Beatles e i Rolling Stones/Se perdo anche te (45 giri) Gianni Morandi
- 1970 - Per un pugno di samba (33 giri) Chico Buarque de Hollanda
- 1974 - Anima (33 giri; 5 canzoni) Riccardo Cocciante
- 1978 - Bandierine (33 giri) Renzo Zenobi
- 1985 - Il profumo del tempo (45 giri) Amedeo Minghi e Katia Ricciarelli
- 1985 - C'era una volta la terra mia (45 giri) Katia Ricciarelli
- 2001 - Pura Luce (45 giri) Renato Zero
- 2009 - Questo piccolo grande amore in collaborazione con Claudio Baglioni
- 2013 - La solitudine di Laura Pausini

## Inediti
L'ultimo brano composto da Morricone si intitola Tante voci a ricordare. Ancora inedito, è una musica per orchestra, coro e voce bianca dedicata alle vittime del crollo del Viadotto Polcevera di Genova.